# سفارة البحرين لدى تركيا
سفارة البحرين لدى تركيا هي البعثة الدبلوماسية لمملكة البحرين لدى جمهورية تركيا، وتقع بالعاصمة أنقرة.